# Muscle salpingo-pharyngien
Le muscle salpingo-pharyngien est un muscle du pharynx.

## Description
Le muscle salpingo-pharyngien est un muscle mince et allongé qui fait partie de la couche musculaire longitudinale interne du pharynx.

## Origine
Le muscle salpingo-pharyngien naît de la partie inférieure de la partie cartilagineuse du tube auditif à proximité de son ouverture pharyngée. Son origine crée la boursouflure postérieure du torus tubaire.

## Trajet
Le muscle salpingo-pharyngien descend obliquement et ses fibres se mêlent à celle du muscle palatopharyngien.

## Insertion
Le muscle salpingo-pharyngien se termine par sa fusion avec le muscle palatopharyngien sur la paroi latérale du pharynx.

## Fonction
Le muscle salpingo-pharyngien participe à la déglutition en relevant le pharynx et en ouvrant le tube auditif pour équilibrer la pression entre l'oreille moyenne et l'extérieur.

## Innervation
Le muscle salpingo-pharyngien est innervé par le plexus pharyngé du nerf vague.